# رملية
رملية هي قرية لبنانية من قرى قضاء عاليه في محافظة جبل لبنان.